# La Monnerie-le-Montel
La Monnerie-le-Montel est une commune française, située dans le département du Puy-de-Dôme en région Auvergne-Rhône-Alpes près de Thiers.
Ses habitants se nomment les Monnerinois.

## Géographie
Intégrée à l'origine à Saint-Rémy-sur-Durolle dont elle avait accueilli la gare ferroviaire, La Monnerie était organisée en un petit bourg central et plusieurs villages espacés plus ou moins importants.
| Saint-Rémy-sur-Durolle |                       | Palladuc           |
| Thiers                 | La Monnerie-le-Montel | Celles-sur-Durolle |
|                        | Celles-sur-Durolle    | Celles-sur-Durolle |

### Voies de communication et transports

#### Voies routières
La commune est traversée par l'ancienne route nationale 89 devenue route départementale 2089 dont elle est la principale rue de la ville. Plus au nord, une sortie sur l'autoroute A89 en direction de Clermont-Ferrand, Bordeaux et Thiers à l'ouest et Noirétable, Lyon et Saint-Étienne à l'est, désenclave la commune.
Plusieurs routes départementales de moindre importance sont présentes sur le territoire de la commune :
- la D 42, en direction de Saint-Rémy-sur-Durolle ;
- la D 320 ;
- la D 323.

#### Transports en commun
La commune est desservie par plusieurs lignes départementales du réseau Cars Région Puy-de-Dôme :
| Ligne | Tracé                                                                                          |
| ----- | ---------------------------------------------------------------------------------------------- |
| P01   | Clermont-Ferrand ↔ Thiers ↔ La Monnerie (quatre arrêts) ↔ Saint-Rémy-sur-Durolle ↔ Chabreloche |
| P83   | Thiers ↔ La Monnerie (mairie) ↔ Viscomtat ↔ Vollore-Montagne (le jeudi, sur réservation)       |

### Hydrographie
La commune est traversée par la rivière Durolle, c'est le plus gros cours d'eau qui la traverse. D'autres ruisseaux sont aussi présents :
- le ruisseau des Goyons ;
- le ruisseau de la Tirade ;
- le ruisseau du Bouchet ;
- le ruisseau des Ris.

Le barrage de Membrun est situé en aval de la commune, retenant les flots de la Durolle sur la commune de Thiers.

### Climat
La Monnerie-Le-Montel connaît un nombre de 1 913 heures annuelles d'ensoleillement (moyenne sur les années 1991 à 2010). La Monnerie-Le-Montel et Clermont-Ferrand disposent d'un climat similaire même si les températures à La Monnerie y sont très légèrement inférieures (généralement 2 °C maximum).
Le record de froid date du 14 février 1929, avec -29,0 °C tandis que le record de chaleur, du 31 juillet 1983, est de 40,7 °C.
| Ville                                   | Ensoleillement · (h/an) | Pluie · (mm/an) | Neige · (j/an) | Orage · (j/an) | Brouillard · (j/an) |
| --------------------------------------- | ----------------------- | --------------- | -------------- | -------------- | ------------------- |
| Médiane nationale                       | 1 852                   | 835             | 16             | 25             | 50                  |
| La Monnerie-le-Montel(Clermont-Ferrand) | 1 914                   | 579             | 20             | 29             | 25                  |
| Paris                                   | 1 717                   | 634             | 13             | 20             | 26                  |
| Nice                                    | 2 760                   | 791             | 1              | 28             | 2                   |
| Strasbourg                              | 1 747                   | 636             | 26             | 28             | 69                  |
| Brest                                   | 1 555                   | 1 230           | 6              | 12             | 78                  |
| Bordeaux                                | 2 070                   | 987             | 3              | 32             | 78                  |

## Urbanisme

### Typologie
Au 1er janvier 2024, La Monnerie-le-Montel est catégorisée bourg rural, selon la nouvelle grille communale de densité à sept niveaux définie par l'Insee en 2022.
Elle appartient à l'unité urbaine de La Monnerie-le-Montel, une agglomération intra-départementale regroupant deux  communes, dont elle est une commune de la banlieue,,. Par ailleurs la commune fait partie de l'aire d'attraction de Thiers, dont elle est une commune de la couronne,. Cette aire, qui regroupe 19 communes, est catégorisée dans les aires de moins de 50 000 habitants,.

### Occupation des sols
L'occupation des sols de la commune, telle qu'elle ressort de la base de données européenne d’occupation biophysique des sols Corine Land Cover (CLC), est marquée par l'importance des forêts et milieux semi-naturels (58,4 % en 2018), en diminution par rapport à 1990 (61,8 %). La répartition détaillée en 2018 est la suivante : 
forêts (52,6 %), zones urbanisées (30 %), prairies (6,1 %), milieux à végétation arbustive et/ou herbacée (5,7 %), zones industrielles ou commerciales et réseaux de communication (5,5 %). L'évolution de l’occupation des sols de la commune et de ses infrastructures peut être observée sur les différentes représentations cartographiques du territoire : la carte de Cassini (XVIIIe siècle), la carte d'état-major (1820-1866) et les cartes ou photos aériennes de l'IGN pour la période actuelle (1950 à aujourd'hui).

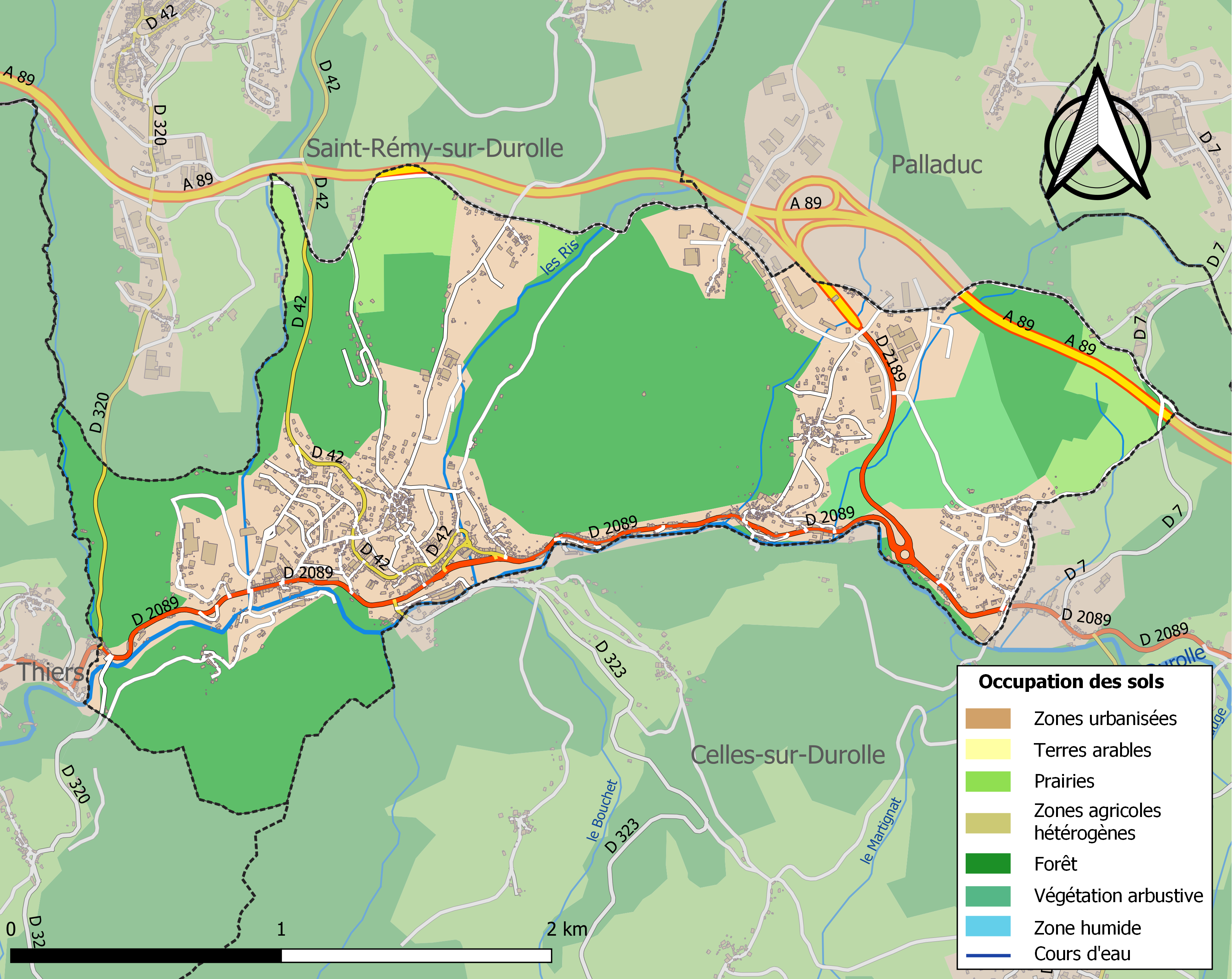
Carte des infrastructures et de l'occupation des sols de la commune en 2018 (CLC).

## Toponymie
- La Monnerie : « meunerie » (existence d’un ou plusieurs moulins sur la Durolle)[LM 1]
- Le Montel : nom du village à l’origine le plus important de la commune[LM 1].

## Histoire
La commune actuelle est due à une séparation avec Saint-Rémy-sur-Durolle dont elle faisait partie avant 1932. Palladuc est dans le même cas que La Monnerie-le-Montel.
L'essor économique vient dès le XVIe siècle où la coutellerie de Thiers rayonne sur la commune. On comptait 59 maîtres couteliers à Saint-Rémy en 1615, puis 700 en 1740.
Avant la Révolution française, la région de La Monnerie se trouvait à cheval sur deux provinces, amenant certains villages à traiter les uns avec la Loire (le Forez), les autres avec le Puy-de-Dôme (l'Auvergne). Le hameau de Chez-Las servait de charnière.

## Politique et administration

### Découpage territorial
La commune de La Monnerie-le-Montel est membre de la communauté de communes Thiers Dore et Montagne, un établissement public de coopération intercommunale (EPCI) à fiscalité propre créé le 1er janvier 2017 dont le siège est à Thiers. Ce dernier est par ailleurs membre d'autres groupements intercommunaux. Jusqu'en 2016, elle faisait partie de la communauté de communes de la Montagne Thiernoise.
Sur le plan administratif, elle est rattachée à l'arrondissement de Thiers, à la circonscription administrative de l'État du Puy-de-Dôme et à la région Auvergne-Rhône-Alpes. Jusqu'en mars 2015, elle faisait partie du canton de Saint-Rémy-sur-Durolle.
Sur le plan électoral, elle dépend du canton de Thiers pour l'élection des conseillers départementaux, depuis le redécoupage cantonal de 2014 entré en vigueur en 2015, et de la cinquième circonscription du Puy-de-Dôme pour les élections législatives, depuis le dernier découpage électoral de 2010.

### Élections municipales et communautaires

#### Élections de 2020
Le conseil municipal de La Monnerie-le-Montel, commune de plus de 1 000 habitants, est élu au scrutin proportionnel de liste à deux tours (sans aucune modification possible de la liste), pour un mandat de six ans renouvelable. Compte tenu de la population communale, le nombre de sièges à pourvoir lors des élections municipales de 2020 est de 19. Les dix-neuf conseillers municipaux sont élus au premier tour avec un taux de participation de 47,78 %, se répartissant en : quinze sièges issus de la liste de Chantal Chassang et quatre sièges issus de la liste de Jean-Louis Gadoux.
Les deux sièges attribués à la commune au sein du conseil communautaire de la communauté de communes Thiers Dore et Montagne sont issus de la liste de Chantal Chassang.

#### Chronologie des maires
| Période                                  | Période                   | Identité          | Étiquette | Qualité                                                                                 |
| ---------------------------------------- | ------------------------- | ----------------- | --------- | --------------------------------------------------------------------------------------- |
| Les données manquantes sont à compléter. |                           |                   |           |                                                                                         |
| 1932                                     | 1941                      | Claude Dumas      |           |                                                                                         |
| 1941                                     | 1944                      | Dr Perrier        |           |                                                                                         |
| 1944                                     | 1947                      | Roger Honoré      |           |                                                                                         |
| 1947                                     | 1958                      | Pierre Huguet     |           |                                                                                         |
| 1958                                     | 1966                      | Antoine Guillemin |           |                                                                                         |
| 1966                                     | 1974                      | Antoine Collay    |           |                                                                                         |
| 1974                                     | 1977                      | André Roman       |           |                                                                                         |
| 1977                                     | 1995                      | André Pérufel     | PS        | Conseiller général du Canton de Saint-Rémy-sur-Durolle (1979-1992)                      |
| 1995                                     | 2008                      | Simon Comte       |           |                                                                                         |
| 2008                                     | 24 mai 2020               | Jean-Louis Gadoux | DVG       | Gérant de société Vice-président de la communauté de communes de la Montagne Thiernoise |
| 24 mai 2020                              | En cours (au 25 mai 2020) | Chantal Chassang  |           |                                                                                         |

## Population et société

### Démographie
L'évolution du nombre d'habitants est connue à travers les recensements de la population effectués dans la commune depuis 1936. Pour les communes de moins de 10 000 habitants, une enquête de recensement portant sur toute la population est réalisée tous les cinq ans, les populations de référence des années intermédiaires étant quant à elles estimées par interpolation ou extrapolation. Pour la commune, le premier recensement exhaustif entrant dans le cadre du nouveau dispositif a été réalisé en 2004.

En 2022, la commune comptait 1 624 habitants, en évolution de −6,67 % par rapport à 2016 (Puy-de-Dôme : +2,1 %, France hors Mayotte : +2,11 %).
| 1936  | 1946  | 1954  | 1962  | 1968  | 1975  | 1982  | 1990  | 1999  |
| ----- | ----- | ----- | ----- | ----- | ----- | ----- | ----- | ----- |
| 2 028 | 1 878 | 2 074 | 2 430 | 2 714 | 2 868 | 2 729 | 2 594 | 2 241 |

| 2004  | 2006  | 2009  | 2014  | 2019  | 2022  | - | - | - |
| ----- | ----- | ----- | ----- | ----- | ----- | - | - | - |
| 2 140 | 2 126 | 2 000 | 1 786 | 1 685 | 1 624 | - | - | - |

### Santé
Une clinique privée nommée « clinique Sainte-Marguerite » ouvrit ses portes sur la commune en 1991 et les ferma en 1992 après un an d'ouverture et de problèmes de fonctionnement.
Le centre hospitalier de Thiers est situé à :
- 16,3 km de la commune, soit à 15 minutes via l'autoroute A89 ;
- 10,4 km de la commune soit 19 minutes via la route départementale 2089 ;
- 11 km de la commune soit 20 minutes via la route départementale 44.

La commune est aussi à 52,9 km du CHU Gabriel-Montpied de Clermont-Ferrand pour un temps de trajet de 40 minutes via l'A89.

## Économie
L'activité industrielle et la présence de la route nationale 89 (déclassée) et du chemin de fer a permis un développement rapide, englobant les villages et formant une petite ville bien plus importante en taille que Saint-Rémy-sur-Durolle.
Elle est la plus importante commune de la communauté de communes de la Montagne Thiernoise avec Saint-Rémy-sur-Durolle.
L'échangeur Thiers-Est de l'autoroute A89 (Bordeaux - Clermont-Ferrand - Lyon) y est implanté depuis 1983. Une zone industrielle a été créée conjointement et comprend de nombreuses entreprises de travail des métaux (découpage, emboutissage, coutellerie…).

## Culture locale et patrimoine

### Lieux et monuments
- L'église Saint-Antoine de Padoue surplombe le centre-bourg depuis son haut clocher[32].
- La commune, avec Saint-Rémy-sur-Durolle possédaient une gare aujourd'hui transformée en banque.

### Patrimoine naturel
- La commune de la Monnerie-le-Montel est adhérente du parc naturel régional Livradois-Forez[33].
- Dans la basse altitude de la commune commence la célèbre vallée des usines connue pour ses rouets, et ses usines de coutellerie.
- La commune est construite sur les monts du Forez.